# Cileunyi (ort i Indonesien)
Cileunyi är en ort i Indonesien.   Den ligger i provinsen Jawa Barat, i den västra delen av landet, 130 km sydost om huvudstaden Jakarta. Cileunyi ligger 703 meter över havet och antalet invånare är 111 476.
Terrängen runt Cileunyi är platt åt sydväst, men åt nordost är den kuperad. Terrängen runt Cileunyi sluttar söderut.Runt Cileunyi är det tätbefolkat, med 947 invånare per kvadratkilometer. Närmaste större samhälle är Bandung, 15,3 km väster om Cileunyi. Omgivningarna runt Cileunyi är en mosaik av jordbruksmark och naturlig växtlighet.